# Valentín María Zubiaurre Urionabarrenechea
Valentín María Zubiaurre Urionabarrenechea (Garai (Biscaia), 12 de febrer del 1837 - Madrid, 1914) va ser un compositor espanyol.

## Biografia
Zuibiaurre va néixer a Garay, un poble de la província de Biscaia. El 1845 ingressà com a tiple de la Capella de la basílica de Santiago de Bilbao; amb el director d'aquesta, Nicolás Ledesma aprengué orgue, i també estudià cant, piano i harmonia. El 1852 va ser nomenat organista de l'església de Santurtzi.
El 1853 viatjà a Veneçuela i, visqué a La Guaira i a Caracas, on va exercir de professor i concertista de piano. Entre els anys 1861 i 1872 visqué a Madrid, i al Conservatori hi estudià harmonia i composició amb Hilarión Eslava. El 1869 va guanyar el Concurso Nacional de Música amb l'òpera Fernando el Emplazado, la qual va estrenar dos anys després. El 1873 va rebre una beca per part de l'Acadèmia de Belles Arts, que li permeté de fer un viatge d'estudis per França, Alemanya i Itàlia durant dos anys. El 1875 fou nomenat segon mestre de la Capella Reial i el 1878 fou ascendit a primer mestre de capella, any en què també fou contractat com a professor del conservatori madrileny, per al qual va escriure la Peça per a cornetí', una de les poques composicions seves que encara avui en dia s'utilitza com a proposta d'examen. La seva llarga carrera com a mestra de capella es va significar per la producció de molta música sacra: una dotzena de misses, lletanies, motets..., però també fou autor de moltes peces de música vocal i de cambra.

## Obres
Selecció
- Alfonso (1858)
- Fantasía para trompa con acompañamiento de piano (1900)
- Solo de óboe con acompañamiento de piano (1886)
- Peça per a cornetí amb acompanyament per a piano per a oposicions
- 2 sonates per a piano
- Recuerdos de Venezuela (1859)
- Vals (1849)

### Òperes
- Luís de Camoens (1864), llibret de Cesare Perono da Lucca
- Don Fernando el Emplazado (1869), llibret de Riccardo Castelvecchio i Ernesto Palermi, traducció de l'italià de Mariano Capdepón, en el rol principal en l'estrena, el baríton Cesare Boccolini.[4]
- Ledia (1873), amb llibret de José de Cárdenas. en el rol principal en l'estrena, el baríton Cesare Boccolini.[4]
- 3 sarsueles inacabades: El tigre del mar (amb lletra d'Antonio Arnao); Los dos ciegos; La perla del valle (amb lletra de Rafael García Santisteban)

### Obres per a orquestra
- Sinfonía en Mi M (1870)
- Himno-Cantata a la memoria de Pedro Pablo de Astarloa para solistas, coro y orquesta (1885), sobre una poesia de Felipe Arrese y Beitia

### Música religiosa
- Pasión según San Mateo (1874), oratori per a cor a quatre veus i orquestra
- Misa a cuatro voces y orquesta (1864)
- Requiem
- Salves
- Stabat Matter